# 테일즈 오브 그레이세스
《테일즈 오브 그레이세스》(일본어: テイルズ オブ グレイセス, Tales of Graces)는 2009년 12월 10일 반다이 남코 게임즈에서 발매한 Wii용 게임. 장르는 RPG。여러 가지 요소를 추가하여 플레이스테이션 3용 소프트 《테일즈 오브 그레이세스 에프》는 2010년 12월 2일 발매.

## 개요
《테일즈 시리즈》의 12번째 작품. 약칭은 〈그레이세스〉, 〈TOG〉테일즈 특징의 고유 장르명은 "지키는 힘을 아는 RPG." 캐릭터 디자인은 이노마타 무츠미(いのまたむつみ)

## 시스템

### 전투 시스템
본 게임의 전투 시스템은 〈SS-LMBS〉(스타일 시프트 리니어 모션 배틀 시스템)
《테일즈 오브 데스티니》(PS2버전)의 〈체인 커버〉를 백소스로 사용하여 2가지 스타일을 바꿔가며 싸우는 것이 이 시스템의 특징이다. 신규요소로 적의 공격을 옆으로 피하는 〈어라운드 시스템〉이 있다.

### 게임 시스템
칭호
게임을 진행하면 동료들이 다양한 칭호를 얻게 된다. 배틀에서 승리하여 스킬 포인트를 모으면 각 칭호에 감춰진 스킬을 습득할 수 있는 구조이다.
엘스포트
요리 시스템을 개선한 시스템. 배틀중에 자동으로 요리하여 파티원을 회복시키는 아이템이다.
디스커버리북
특정장소를 책에 기록함으로써 특정 스크린챗을 보거나 아이템을 획득할 수 있다.

## 등장인물
아스벨 란트 (일본어: アスベル・ラント, Asbel Lhant)
성우: 사쿠라이 타카히로 / 아역: 카이다 유키
18세 남성 175cm 65kg 클래스:검사 출신:윈돌 왕국 란트령
본 게임의 주인공. 무기는 사벨과 검. 윈들 왕국의 변경, 이웃나라 펜델과의 국경지대에 위치한 란트령 영주 아스톤의 장남.
어렸을 때부터 장래에 영주가 되도록 아버지와 집사 프레드릭에게 교육을 받으며 자랐다. 한편 기사가 되고 싶은 마음이 강하고, 어떤 사건을 계기로 왕도에 있는 기사양성학교에 입학하게 된다. 그곳에서 훈련에 전념하며 마침내 성실하고 예의바른 청년으로 성장한다.
어릴 때에는 명랑 쾌활하고 똑부러지는 성격이었으나 성장 후 마음 속에 정열을 숨긴 타입으로 변한다. 타인을 잘 돌보고 곤란한 사람을 보면 내버려 두지 못하는 면도 있다.
전투에서는 대도기(帯刀技)와 발도술(抜刀術) 두가지 스킬을 쓴다.
소피 (일본어: ソフィ, Sophie)
성우: 하나자와 카나
13세(외관 연령) 여성 148cm 39kg 클래스:광자 격투
본 게임의 히로인.
란트와 펜델의 국경분쟁 중 펜델군에게 쫓기는 아스벨과 만난 기억을 잃은 소녀. 천진난만한 분위기나 모습(가련한?)과 어울리지 않게 자신을 지키기 위한 싸움에 익숙해 아스벨과 함께 펜델군을 물리쳐 궁지를 빠져나간다. 필요하지 않은 이상 자신이 적극적으로 나서 타인과 어울리려 하지 않지만 이야기를 통해 조금씩 자신의 감정이나 타인에 대한 마음을 표현하게 된다. 아스벨은 기억상실증에 걸린 소녀에게 가련한 꽃을 피우는 꽃의 이름을 딴 〈소피〉라는 이름을 붙여준다. 꽃을 좋아해서 본인도 꽃에서 따온 그 이름을 마음에 들어한다.
전투에서는 격투기와 재생술 두가지 스킬을 쓴다.
셰리아 반즈 (일본어: シェリア・バーンズ, Cheria Barnes)
성우: 카와라기 시호
18세 여성 160cm 47kg 클래스:치료사
란트 가를 모시는 집사·프레드릭의 손녀. 아스벨과 소꼽친구이며 아스벨에게 연심을 품고 있다.
전투에서는 투검기와 신성술 두가지 스킬을 사용한다.
휴버트 오즈웰 (일본어: ヒューバート・オズウェル, Hubert Ozwell)
성우: 미즈시마 타카히로
17세 남성 171cm 62kg 클래스:마법 검사
아스벨의 동생이지만 성이 다르다. 현재는 스트라타군 소좌.
형을 답답하게 생각하고 있다. 냉정하고 차갑고 설명조로 굴지만 사실은 형인 아스벨을 무척이나 아끼고 있다.
무기는 위 아래로 칼날을 붙인 검. 가운데로 분할하면 쌍권총이 되기도 한다.
전투에서는 양검기와 쌍권술 두가지 스킬을 사용한다.
파스칼 (일본어: パスカル, Pascal)
성우: 우에다 카나
22세 여성 155cm 45kg 클래스:법진사
아스벨이 여행 도중 만나는 호기심 왕성한 천재 기술자. 상냥한 성격으로 파티의 무드 메이커.
분위기 파악을 못하는 것 같지만 실은 핵심에 가까운 발언을 하거나 엉뚱한 행동으로 주위 사람들을 놀래킨다.
전투에서는 장총기와 법진술 두가지 스킬을 쓴다.
말릭 시저스 (일본어: マリク・シザース, Malik Caesars)
성우: 토치 히로키
40세 남성 186cm 76kg 클래스:투인기사
윈들 왕국의 기사양성학교의 교관이자 아스벨의 은사.
무기는 부메랑처럼 생긴 곡도.
셰리아에게 헌팅을 시키거나 소피에게 엄한말을 가르치거나 하는 엉뚱함을 보일때가 있다.
전투에서는 조인기와 공격술 두가지 스킬을 사용한다.
리처드 (일본어: リチャード,Richard)
성우: 나미카와 다이스케 / 아역: 산페이 유코
19세 남성 178cm 67kg 클래스:세검사
윈들왕국의 왕자. 아스벨과는 어렸을 때 만나 친구가 되었다.
전투에서는 세검기와 공격술 두가지 스타일을 쓴다.

## 주제곡
- 《まもりたい ～White Wishes～》 (2009년 12월 9일 발매)
  - 가수 : 보아

## 평가
| 통합 점수      | 통합 점수               |
| 통합사         | 점수                    |
| -------------- | ----------------------- |
| 게임랭킹스     | 78.96%                  |
| 메타크리틱     | 77/100                  |
| 평론 점수      |                         |
| 평론사         | 점수                    |
| EGM            | 8/10                    |
| 유로게이머     | 8/10                    |
| 패미츠         | 36/40 (Wii) 37/40 (PS3) |
| 게임 인포머    | 7.75/10                 |
| 게임스팟       | 7/10                    |
| 게임스레이더+  | 8/10                    |
| 게임즈TM       | 6/10                    |
| 게임트레일러스 | 6.7/10                  |
| IGN            | No Rating               |
| Joystiq        | [ 13 ]                  |
| OPM (US)       | 7/10                    |
| 플레이         | 77%                     |

| 수상              | 수상                        |
| 평론사            | 수상                        |
| ----------------- | --------------------------- |
| Japan Game Awards | Future Division Award (Wii) |